# Alice Arden

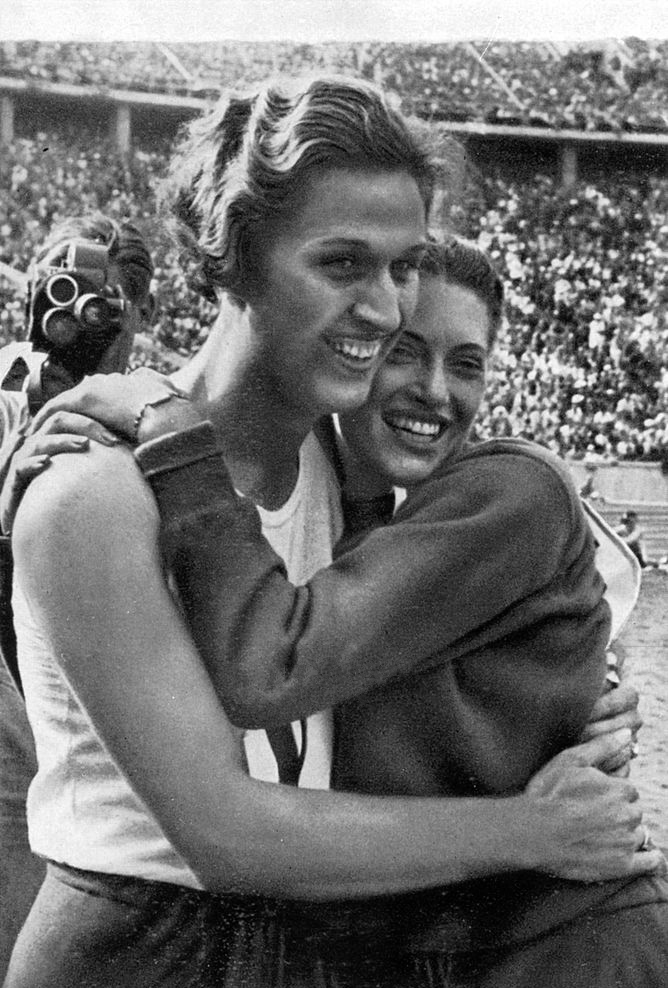
Helen Stephens and Alice Arden (rechts) 1936

Alice Jean Arden-Hodge (* 23. Juli 1914 in Philadelphia; † 1. März 2012 in Roscoe, New York) war eine US-amerikanische Hochspringerin.
Alice Arden wuchs in Long Island als Kind von Ray Arden auf, einem Erfinder, der 400 Patente angemeldet hatte. Sie begann an der Schule mit dem Sport und betrieb Basketball, Hockey und Leichtathletik. Später startete sie für den St. George's Dragon Club von New York City und war eine Vorkämpferin für die körperliche Ertüchtigung von Frauen. Noch in der damaligen Scherensprung-Technik wurde sie dreimal, so 1933 und 1934, US-Meisterin der Amateur Athletic Union. 1935 kam sie mit der persönlichen Bestleistung von 1,61 Metern dem Hochsprungrekord von „Babe“ Didrikson einigermaßen nahe. 1936 wurde sie Zweite hinter Annette Rogers bei den US-Trials, über die sich die US-Athleten für die Olympischen Sommerspiele 1936 in Berlin qualifizierten. Sie war eine von drei Hochspringerinnen und eine von insgesamt nur 15 Frauen des US-Teams für die Spiele. Mit einer Sprunghöhe von 1,50 Meter wurde sie gemeinsam mit vier anderen Springerinnen zunächst Neunte im Starterfeld von 13 Teilnehmerinnen, rückte aber zwei Jahre später durch die Disqualifikation des intersexuellen Heinrich Ratjen auf Rang acht auf. Es war Karrierehöhepunkt und letzter Wettkampf für Arden zugleich. Nach ihrer aktiven Karriere gehörte sie in den 1950er Jahren dem US Olympic Committee Women’s Track & Field Committee an.
Vier Monate nach den Olympischen Spielen spielte das Basketballteam ihres Heimatvereins in Monticello gegen die Mannschaft von Liberty Emeralds. Dabei lernte sie mit dem Basketball-Halbprofi Russ Hodge den Mann kennen, den sie ein Jahr später heiratete. Das Paar bekam drei Söhne, darunter den Zehnkämpfer Russ Hodge Junior. Mutter und Sohn waren die einzigen US-Starter in dieser verwandtschaftlichen Konstellation, die je bei Olympischen Spielen teilnahmen. Mit ihrem Mann betrieb sie eine Milchfarm, eine Kiesgrube und das Ladengeschäft Hodge's Fashions in Furniture. Die Familie lebte zunächst in Liberty, seit 1939 in Roscoe. Das Paar war bis zu Russ’ Tod 2001 64 Jahre verheiratet. Alice Hodge war bis ins hohe Alter sportlich aktiv und wurde 97 Jahre alt. 2003 wurden Mutter und Sohn mit dem History Maker award der Historical Society des Sullivan County ausgezeichnet.